# Erwerbsfähigkeit
Erwerbsfähigkeit ist ein Begriff aus dem deutschen Sozialrecht (Deutschland). Erwerbsfähig ist nach § 8 SGB II, wer nicht wegen Krankheit oder Behinderung auf absehbare Zeit außerstande ist, unter den üblichen Bedingungen des allgemeinen Arbeitsmarktes mindestens drei Stunden täglich erwerbstätig zu sein. Im Gegensatz zur verminderten Erwerbsfähigkeit im Sinne der Rentenversicherung ist die Erwerbsfähigkeit nicht an einen existierenden Rentenanspruch gebunden.

## Verfahren
Wer nicht erwerbsfähig ist, hat keinen Anspruch auf Arbeitslosengeld II, kann dafür aber Sozialhilfe nach dem SGB XII beanspruchen. Umgekehrt ist diese für Erwerbsfähige nach § 21 SGB XII ausgeschlossen.
Hat das Jobcenter Zweifel, ob eine Person erwerbsunfähig ist, kann sie einen Amtsarzt beauftragen, um die Erwerbsfähigkeit zu prüfen. Wird die Erwerbsfähigkeit verneint und fällt dadurch die Person in den Zuständigkeitsbereich der Sozialhilfe, kann (und wird in der Regel auch) die zuständige Kommune der Entscheidung widersprechen. In diesem Fall wird der zuständige Rentenversicherungsträger mit der Erstellung eines Gutachtens nach § 109a SGB VI beauftragt. (§ 44a Abs. 1 SGB II) Die Entscheidung des Rentenversicherungsträgers ist für sämtliche betroffenen Leistungsträger bindend (§ 44a Abs. 2 SGB II).
Solange über den Widerspruch noch nicht entschieden wurde, erhalten die Personen weiterhin Arbeitslosengeld II bei Erfüllung aller sonstigen Voraussetzungen. Verneint der Rentenversicherungsträger die Erwerbsfähigkeit, besteht ein Erstattungsanspruch des bisherigen Leistungsträgers gegen den dann zuständigen Leistungsträger (§ 44a Abs. 3 SGB II).
Ist die Erwerbsfähigkeit eines Leistungsbeziehers zweifelhaft, dürfen keine Eingliederungsleistungen vorgenommen werden, solange die Erwerbsfähigkeit nicht geklärt ist. Insbesondere der Abschluss einer Eingliederungsvereinbarung und die Zuweisung zu Maßnahmen zur Aktivierung und beruflichen Eingliederung ist dann unzulässig.